# Skottsbergiliana
Skottsbergiliana là một chi thực vật có hoa trong họ Cucurbitaceae.

## Loài
Chi Skottsbergiliana gồm các loài: